# Zgornja Voličina
Zgornja Voličina – wieś w Słowenii, w gminie Lenart. W 2018 roku liczyła 594 mieszkańców.